# أبو صفيطة (حلب)
أبو صفيطة قرية سوريّة تتبع إداريّاً لمحافظة حلب منطقة السفيرة ناحية تلعرن، بلغ تعداد سكانها 172 نسمة حسب التعداد السكاني لعام 2004.